# 行动顺序制
行动顺序制是电子游戏中，战斗系统的一种,多出现于回合制游戏中。因使用行动顺序表而得名。与行动顺序自由组合制相反的一种战斗模式。

## 行动顺序表
行动顺序表是系统根据每个角色的能力以及当前的状态（中毒、石化、狂暴等等），生成的用以控制角色行动顺序的参照表。战场上所有的角色(不分敌我)，根据行动顺序表上的排名行动。
行动顺序表分为“静态表”和“动态表”，其中动态表又细分为自动和半自动模式。

### 静态表

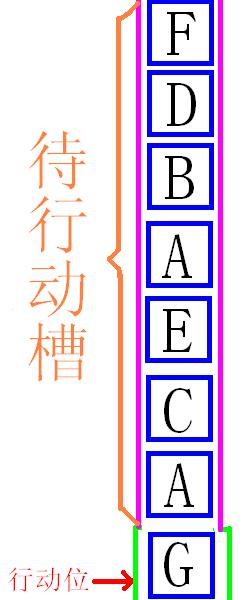
向下為正方向的行動順序表(也存在向上為正的版本)

如右图显示（向下为正方向）：该表由“待行动槽”、“行动位”和“人员名单（A、B、C、D……）”组成。

#### 行动位
表示目前正在行动的角色，他每次的行动都会影响到待行动槽的排序。如图中所示，现在为G行动，若G在这一次行动中使C出局，那么C就会退出待行动槽，由后面的E补上，占据C的位置，后面的依次类推；同时G行动完毕，回到待行动槽最后重新排队，等待下一次行动机会到来；如果G使用了辅助的道具或能力，也可能会穿插在其中任一个位置。

#### 待行动槽
所有待行动的角色将在这里排队，等候行动机会。注意这是一个“动态”的过程，会随着战斗的进行而不断变更着排序，比如G在行动时让C的行动力下降，那么伴随着能力的降低，C会从原来的位置（E、A之间）往后推移，使E获得优先行动的机会。

#### 人员名单
通常由角色的图片（通常為簡圖）和名字来代替图示中的英文字母，让玩家容易辨认。

#### 範例
崩壞：星穹鐵道

### 动态表

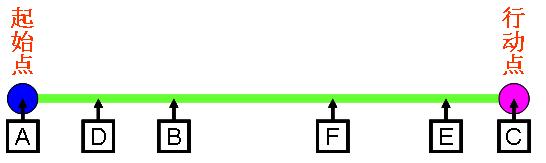

如右图显示（向右为正方向）：该表由“起始点”、“行动点”、“人员名单（A、B、C、D……）”和“过渡线（绿色线段）”组成。

#### 起始点
所有角色一开始都在这个点出发，以一定速度，沿过渡线到行动点。这个速度是由角色的能力值决定的，角色能力值越高，速度越快，到达行动点的时间就越短。注意这也是一个动态的过程，但表现为移动速度的快慢变化。

#### 行动点
处在这个位置上的角色获得行动机会，并且影响后面的行动。不同的是，当C使F出局以后，B不会代替F的位置，只是F从表中退出而已，并且不能从中间插入，只能从起始点开始排队。

#### 人员名单
同靜態表。

## 自动、半自动模式的区别
自动、半自动模式相差并不大，唯一不同的是指在半自动模式里，处于行动点的角色在行动完毕之前，其它角色将停止移动；而自动模式里其他角色照样向行动点移动，这种模式更考验玩家的反应能力。